# Alfa Donker Bruin
Alfa Donker Bruin is een Nederlands bier van lage gisting, dat wordt gebrouwen in Thull (Schinnen), bij de Alfa Brouwerij. 
Het bier, in de volksmond ook wel Donker genoemd, is een donker bier met een laag alcoholpercentage.
Voor 1985 had het bier een alcoholpercentage van 3,5% in plaats van 2,5%.

## Vorige namen
Alfa Donker Bruin heeft in de loop der jaren naamsveranderingen ondergaan:
- Meen's Donker
- Alfa Donker
- Alfa Donker Bier
- Alfa oud bruin Bier